# Lenelotte
Lenelotte ist ein weiblicher Vorname.

## Herkunft
Der Name Lenelotte ist ein Doppelname aus Lene und Lotte oder Charlotte.

## Verbreitung
Lenelotte ist ein seltener Vorname und kommt im deutschsprachigen Raum vor.

## Namensträgerinnen
- Lenelotte von Bothmer (Helene-Charlotte; 1915–1997), deutsche Politikerin (SPD) und Schriftstellerin
- Lenelotte Möller (* 1967), deutsche Autorin